# Jamina Roberts
Jamina Roberts (ur. 28 maja 1990 w Göteborgu), szwedzka piłkarka ręczna, reprezentantka kraju, rozgrywająca. Obecnie występuje w szwedzkim IK Sävehof.
Wicemistrzyni Europy z 2010 r.